# Dayton Dutch Lions
El Dayton Dutch Lions, es un equipo de fútbol profesional estadounidense, basado en la ciudad de Dayton, en el estado de Ohio. Fue fundado en el año de 2009, y juega en la USL League Two, la cuarta liga en la pirámide del fútbol estadounidense en 2011. El equipo está afiliado al club holandés FC Twente, ya que es propiedad del holandés Erik Tammer, también está afiliado al club del mismo estado, el Columbus Crew, de la MLS.

## Uniforme
- Uniforme titular: Camiseta naranja, pantalón negro, medias naranjas.
- Uniforme alternativo: Camiseta celeste, pantalón blanco, medias celestes.

## Estadios
- Miami Valley South Stadium; Bellbrook, Ohio (2010–2012)
- Beavercreek High School Stadium; Beavercreek, Ohio (2013–2014)
- Dayton Outpatient Center Stadium; West Carrollton, Ohio (2014–)[1]

## Entrenadores
- Sonny Silooy (2010)[5][6]
- Ivar van Dinteren (2011–2012)
- Patrick Bal (2013)
- Sid van Druenen (2013–2014)
- Matt Weston (2014)[7]
- Patrick Bal (2015)
- Sid van Druenen (2016)
- Marcus Rixon (2017)
- Dan Griest (2018-2020)
- Sid van Druenen (2021)
- Hans Pascoal (2022-act.)

## Jugadores destacados
- Aaron Schoenfeld
- Rose Lavelle
- Kyle Segebart
- Sébastien Thurière